# Aa Kirkes døbefont
Aa Kirkes døbefont (også Åker-fonten) er en døbefont i Aa Kirke i Aakirkeby på Bornholm. Døbefonten er fra ca. år 1200 og fremstillet af mester Sighref i gotlandsk sandsten. Den har en billedrække med 11 scener fra Jesu fødsels- og lidelseshistorie og over disse billeder en runeindskrift, der beskriver billederne.

## Runeindskrift
| Translitteration | þita : iR : saNti gabrel : ok : sehþi : saNta mari(a) : at han sku\|Ldi : barn : (f)yþa : þita : iR : elicabeþ : ok : maria : ok : hailsas \| : hiar : huilis : maria sum \| : han : barn : fydi : skapera : himic : ok : iorþaR : sum os : le\|ysti \| þita : iRu : þaiR : þriR : kunuGaR : (s)um : (f)y(r)sti : giarþu : ofr : u\|arum : drotNi : hiar : tok : (h)aN (uiþ)r : (kunuG)a : o(f)ri : uar drotiN \| hiar : riþu : þaiR : burt : þriR : kunuGaR : \| siþan þaiR : ofra(t) : ---a : (o)rum : drotNi \| þaiR : þet : hi(a)- : fram : s--(u) : (io)þaR : toku \| uarn : drotin : ok --Nd- : --N : uiþ- -re : ok : (g)etu \| siþan : ladu : (þa)iR : haN : burt : þiaþa(n) : buNdiN \| ok : (n)ehldu : hiar : ioþaR : iesus : a krus : si : fram : a þita \| sihraf(R) : (m)e--e-(i) : |
| Transskription   | Þitta iR santi Gabrel ok segþi santa Maria, at han skuldi barn fyþa. Þitta iR Elizabeþ ok Maria ok hailsas. Hiar hwilis Maria, sum han barn fyddi, skapera himinz ok iorþaR, sum os leysti. Þitta iRu þaiR þriR kunungaR, sum fyrsti giarþu offr warum drotni. Hiar tok han wiþr kununga offri, war drottin. Hiar riþu þaiR burt þriR kunungaR, siþan þaiR offrat [haf]a orum drotni. {þaiR} þet hiar fram ... ioþaR toku warn drottin ok [bu]nd[u] [ha]n wiþ[r t]re ok gettu. Siþan laddu þaiR han burt þiaþan bundin, ok negldu hiar ioþaR Iesus a krus. Si fram a þitta. SigrafR me[st]e[r]i. |
| Oversættelse     | Dette er sankt Gabriel, som sagde til sankta Maria, at hun skulle føde et barn. Dette er Elisabeth og Maria, der hilser på hinanden. Her hviler Maria netop som hun fødte barnet, himlens og jordens skaber, som forløste os. Dette er de tre konger, som først ofrede til vor Herre. Her tog han, vor Herre, mod kongernes offer. Her red de bort, de tre konger, efter at de har ofret til vor Herre. {þaiR} det her frem ... jøderne tog vor Herre og bandt(?) ham ved træet og satte ham under bevogtning. Dernæst førte de ham bundet bort derfra. Og her naglede jøderne Jesus til korset. Se dette frem for jer! Mester Sighref. |